# 清朝内阁

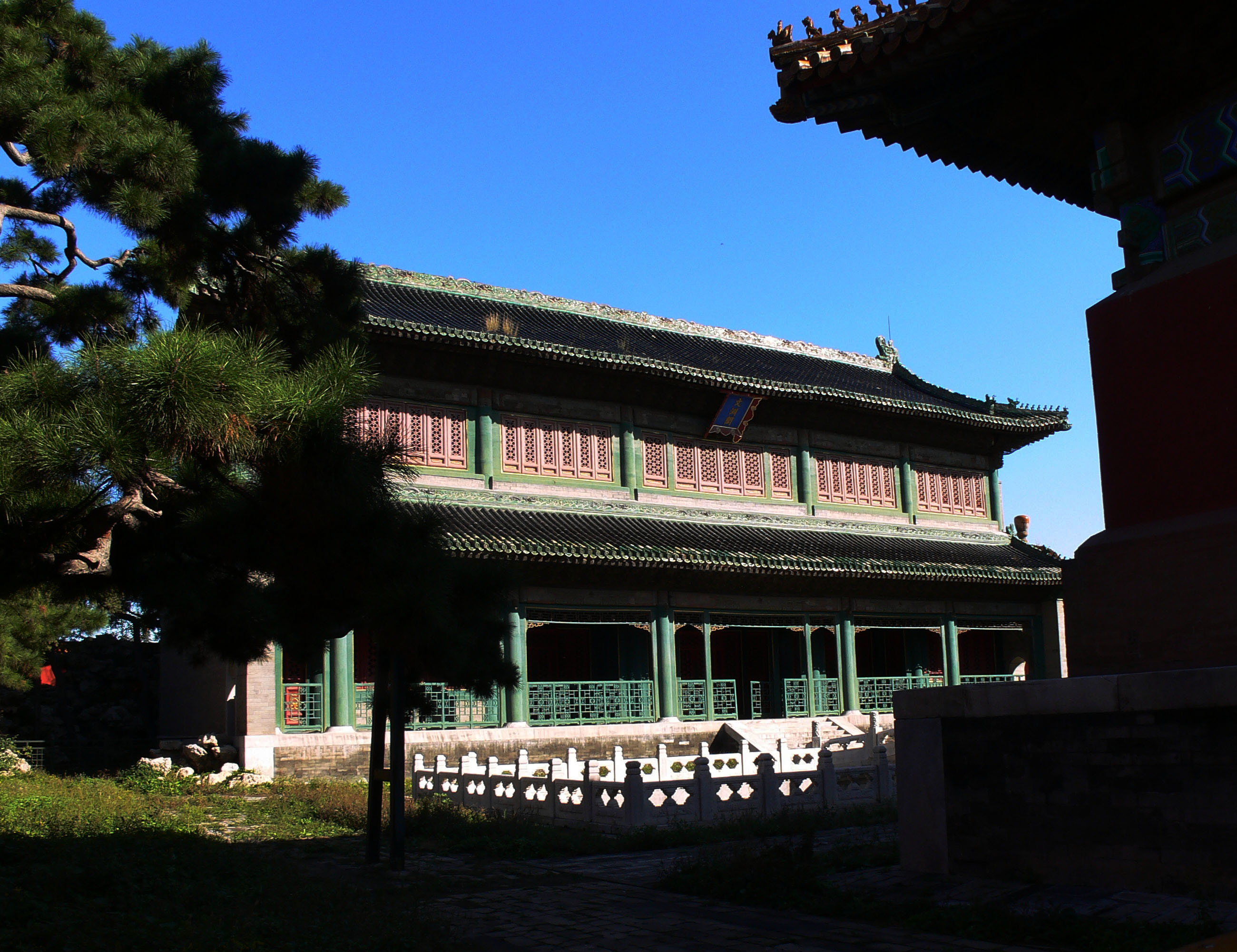
北京故宫文渊阁

清朝内阁（转写：dorgi yamun）是清朝名义上的最高行政机关。清军入关后，沿袭明朝内阁制度，从顺治元年（1644年）至康熙九年（1670年），历时共二十七年确定。清朝也承袭明朝的票拟制度，但是内阁的权力愈来愈低。特别是雍正年间设立军机处以后，内阁变成办理例行事务的机构，一切机密大政均归于军机处办理。宣统三年（1911年），清政府仿照西方建立责任内阁，军机处和旧内阁被撤销。

## 历史沿革
努尔哈赤在位后期，开始出现有巴克什在“文馆”入职的记载。天聰三年（1629年）四月，皇太極将文馆供职者分为“两直”，一般认为是清朝内阁制度最早的雏形。
天聪十年，改设內國史院、內弘文院及內秘書院，統稱內三院，各置大學士一人。內國史院掌記注詔會、編纂史書、撰擬表章。內秘書院掌撰外國往來文書及中央詔會、祭文。內弘文院掌歷代善惡記注，侍讀皇子、教導諸親王。是清代內閣之始。
顺治元年（1644年），清廷设置满汉大学士，不居官，兼各部尚书头衔。同年六月，大学士冯铨、洪承畴力争恢复内阁票拟权，多尔衮听从他们的建议。然而，票拟不到一年，多尔衮即认为，“凡陈奏章，照故明例，殊觉迟误”，往往误事，于是决定各部院以及各省文武官员奏章不再经由内院大学士票拟。所奏与六部无涉者，如条陈政事、外国机密、奇特谋略等本章，“俱赴内院转奏”。顺治二年，内三院规定為正二品机构，以翰林官分别担任。三院上並题名「內翰林」字样。
顺治帝亲政后，每日前往票本房，大学士掌管票拟，深受信任。顺治十年，设置内三院漢大學士，各二人。顺治十五年（1658年），内三院更名为內閣，另外设置翰林院官职，以大學士分别兼任。设置中和殿、保和殿、文華殿、武英殿、文淵閣、東閣大學士，諸大學士仍兼任尚書。顺治十八年，恢复三院舊制。康熙九年（1670年），仍另外设置翰林院，改三院為內閣，设置滿、漢大學士四人。康熙十六年，设立南书房，将内阁的某些职能移归内廷，实施高度集权。
雍正八年（1730年），雍正帝因为对西北用兵，诏令在隆宗门内设立军机房，随后军机房改称为办理军机处，并规定诸大臣陈奏，平常事务使用奏疏，经由通政司递上，交给内阁拟旨处理；重要事情使用奏折，经由奏事处递上，交给军机处拟旨，皇帝亲自阅览，朱笔批示处理。从此以后，内阁权力向军机处转移，变成办理例行事务的机构，一切机密大政均归于军机处办理。大学士必须充当军机大臣后，才可以参与处理国家政务。
雍正九年，开始设置協辦大學士。乾隆十三年（1748年），开始规定大學士、協辦大學士員限，取消中和殿大學士，增设體仁閣大學士，以三殿、三閣為定製。然而保和殿大学士自乾隆三十五年傅恒死后，即未再授。乾隆五十八年（1793年），取消大学士兼各部尚书虚衔。
宣统三年（1911年），清政府仿照西方建立责任内阁，旧内阁和军机处被撤销，大学士另外在翰林院排列次序。

## 官职设置
内阁结构中有：
- 大學士，正一品，滿、漢各二人，掌鈞國政，贊詔命，釐憲典，議大禮、大政，裁酌可否入告。修實錄、史、志，充監修總裁官，經筵領講官，會試充考試官，殿試充讀卷官，春秋釋奠，攝行祭事。初制满员一品，汉员二品。顺治十五年，改满员为二品。 雍正八年改定均为正一品。
- 協辦大學士，從一品，滿、漢各一人，由六部尚書內特簡兼任，輔佐大學士。
- 內閣學士，從二品，滿洲六人，漢四人，掌敷奏。初制满员二品，汉员三品。顺治十五年均定为正五品，兼礼部侍郎銜者正三品。雍正八年定为从二品，皆兼礼部侍郎衔。
- 內閣侍讀學士，從四品，滿洲四人，蒙、漢各二人，掌典校。顺治八年设，起初兼太常寺卿衔，旋即停止。雍正三年，定为从四品。
- 內閣侍讀，正六品，滿十人，蒙古、漢軍、漢各二，掌勘對。
- 典籍，正七品，滿、漢、漢軍各二人，掌出納文移。內閣，為典掌絲綸之地，自大學士以下，皆不置印，惟典籍置之，以鈐往來文牒。
- 內閣中書，正七品，滿洲七十人，蒙古十六人，漢軍八人，漢三十人，掌撰擬、繙譯。
- 貼寫中書，正七品，滿洲四十人，蒙古六人

## 附屬機構

### 稽察欽奉上諭事件處
稽察欽奉上諭事件處结构中有：
- 兼理大臣，无员限，由满汉大学士、尚书、左都御史中挑选兼充。
- 委署主事，满洲缺一人。
- 行走司官，汉缺四人。均从吏、兵、刑、工四部司員中挑选兼充。
- 笔帖式，四十人。
- 额外笔帖式，八人。

### 中書科
中書科结构中有：
- 稽察科事內閣學士，滿、漢各一人，由內閣學士內特簡。掌稽頒冊軸。
- 掌印中書，滿洲缺一人。
- 掌科中書，漢缺一人。
- 中書，並從七品。滿洲一人，漢三人，掌繕書誥敕。
- 笔帖式，十人。

### 分辦本章處
- 滿本房，司繕寫
- 漢本房，司繙譯
- 蒙古本房，司繙譯外藩屬國文字
- 滿票籤處，司繕寫滿文票籤，記載諭旨撰文之事
- 漢票籤處，司繕寫漢文票籤，記載諭旨撰文之事
- 除此之外尚有誥敕房，稽察房，收發紅本副本處，飯銀庫，俱由大學士委侍讀以下官司之。惟批本處額置滿洲翰林官一人，請旨簡派。有中書七人。滿中書內補授。

## 沿革
- 天聰二年
  - 建文館，命儒臣分直
- 天聰十年
  - 更名為國史院、秘書院、弘文院三院，號稱內三院。始亦沿承政名，後各置大學士一人。
- 順治元年
  - 置滿、漢大學士，不備官，兼各部尚書銜，滿員一品，漢員二品。
  - 置學士滿、漢軍各三人，漢學士無員限，滿員二品，漢員三品。
  - 置侍讀，滿洲十一人，其中清文五人，清漢文六人，蒙古、漢軍、漢各三人
  - 置典籍，滿、漢、漢軍各三人
  - 置中書，滿洲七十五人，蒙古十九人，漢軍十三人，漢三十六人
- 順治二年
  - 定為正二品衙門，翰林院併入，以翰林官分隸之。三院上並加「內翰林」字。
- 順治八年
  - 置侍讀學士，滿、蒙、漢軍各三人，兼太常寺卿銜，尋罷。
- 順治十年
  - 置三院漢大學士各二人
- 順治十五年
  - 改內三院為內閣，別置翰林院官，以大學士分兼。殿閣曰中和殿、保和殿、文華殿、武英殿、文淵閣、東閣
  - 大學士，滿員改與漢同（正二品），仍兼尚書
  - 學士，滿漢員並改正五品，兼禮部侍郎者正三品
- 順治十八年
  - 康熙即位之後，復三院舊制，廢翰林院
  - 侍讀學士，滿洲增二人，蒙古增三人
- 康熙九年
  - 仍別置翰林院，復改三院為四殿二閣
  - 大學士，置滿、漢共四人
  - 侍讀學士，增滿洲四人，餘改置二人
  - 學士，滿洲改置二人，
  - 侍讀，蒙古、漢軍各置二人，裁漢缺
  - 典籍，改為滿、漢、漢軍各二人
- 康熙十年
  - 學士，滿洲增四人，以後即保持為六人。漢軍、漢改置各二人
- 康熙十一年
  - 學士，漢增二人
- 康熙十二年
  - 學士，併漢軍缺入漢缺，以後即保持為四人
- 康熙三十八年
  - 侍讀，裁清文一人，裁清漢文二人。尋復增二人，以後即保持為十人
  - 中書，裁滿洲、漢軍各五人，裁蒙古三人，裁漢四人
- 康熙六十一年
  - 初授協理大學士事，為協辦大學士的前身。
- 雍正三年
  - 侍讀學士，定從四品
- 雍正四年
  - 侍讀，漢置二人
- 雍正七年
  - 協辦大學士，禮部尚書陳元龍、左都御史尹泰特授額外大學士。
- 雍正八年
  - 大學士，滿漢員並定正一品
  - 學士，滿漢員並定從二品。後皆兼禮部侍郎銜
- 雍正十年
  - 以青海告警，設軍機處，內閣之權漸輕
  - 置協辦大學士，厥後多至六人，少或一二人
- 乾隆十三年
  - 始定大學士、協辦大學士員限，省中和殿，增體仁閣，以三殿、三閣為定制，唯保和殿不常置。嗣後授保和者止傅恆一人
  - 中書，裁漢三人
- 乾隆十七年
  - 侍讀學士，裁漢軍缺，只保留漢缺
- 乾隆五十八年
  - 大學士停兼尚書銜
- 宣統三年
  - 改組內閣，別令大學士、协办大学士序次翰林院。裁内阁学士以下官。